# فريد ماكجرو دونر
فريد ماكجرو دونر (بالإنجليزية: Fred Donner)‏، (المولود في 1945)، هو عالم وباحث في الدين الإسلامي وكل ما له علاقة به من حيث العقائد والتاريخ، وأستاذ تاريخ الشرق الأدنى في جامعة شيكاغو.

## السيرة الذاتية
ولد دونر في واشنطن العاصمة وترعرع في باسكنغ ريدج في نيو جيرسي، حيث ذهب إلى مدراس عامة. في 1968 نال شهادة البكالوريوس في الفن في الدراسات الشرقية في جامعة برنستون، وقد قطع دراسته من 1966 إلى 1967 ليتعقب دراسة العربية في مركز الشرق المتوسط للدراسات العربية (MECAS) في قرية شملان في لبنان.
من 1968 إلى 1970 خدم في جيش الولايات المتحدة الأمريكية، مؤدياً الواجب مع وكالة أمن جيش الولايات المتحدة الأمريكية في هيرتسوجيناوراخ في ألمانيا في 1969-1970 .
 وبعدها درس فقه اللغة الشرقية لمدة عام (1970-1971) في جامعة إرلنجننورنبيرغ في إرلنغن بـألمانيا، قبل العودة لبرنستون لعمل دكتوراه. تلقى دونر دكتوراه في الفلسفة بدراسات الشرق الأدنى من برنستون في 1975.

ودرس تاريخ الشرق الأوسط في قسم التاريخ في جامعة ييل من 1975-1982 قبل أن يأخذ منصبه في جامعة شيكاغو في 1982 (معهد الدراسات الشرقية وقسم لغات وحضارات الشرق الأدنى).
 وعمل كرئيس لقسمه (1997-2002) وكمدير لمركز جامعة دراسات الشرق الأوسط (من 2009- حتى الآن).

## مؤلفاته
كتابه الفتوحات الإسلامية الأولى (1981) وصفته المجلة العالمية لدراسات الشرق الأوسط  بأنه قيم وبأنه مساهمة كبرى لفهم بداية التاريخ الإسلامي، كما استخدم كشاهد محدد في عدة مراحل جامعية. 

وقد نشر أيضاً ترجمة لمجلد عن التاريخ للطبري. 

كتابه محمد والمؤمنون: في أصول الإسلام ويتحدث فيه عن السنوات الأولى للحركة الروحية التي ستصبح معروفة فيما بعد بالإسلام، نشرته مطبعة جامعة هارفرد في مايو (أيار) 2010. وحجة دونر الأساسية فيه هي أنه ما أصبح معروفاً بالإسلام بدأ كـ «حركة المؤمنين التوحيدية»، افتتحها النبي محمد صلى الله عليه وسلم والتي تضمنت اليهود والمسيحين الصالحين فضلاً عن أولئك الموحدين الذين اتبعوا تعاليم القرآن.
 هذه الحجة قُدمت لأول مرة في العمل: «أواخر العصور القديمة وبداية الإسلام» في لندن في عام 1993، ونشرت في مقالته «من المؤمنين إلى المسلمين» والتي نشرت في مجلة الأبحاث 50-51 (2002-2003) في الصفحات 9-53. 

في روايته عن أصول الإسلام"؛ يدافع عن الوقت المبكر لنص القرآن، حيث يرد بشكل خاص على نظرية التقديس المتأخر للقرآن المقترحة من قبل جون وانسبرو ويهودا نيفو. 

يحاول الكتاب شرح كيف أن القلق على الشريعة في المجتمع الإسلامي النامي شكل المواضيع التي هي تركيز الكتابات التاريخية الإسلامية، خصوصاً المواضيع عن النبوّة والمجتمع والهيمنة والقيادة.

في 2007 مُنِحَ جائزة غوغنهايم  لدراسة أوراق البردي العربية من القرن الأول الهجري (القرن السابع الميلادي) في مجموعات في باريس، فيينا، إكسفورد، وهايدلبرغ.

دونر هو عضو طويل الأمد لجمعية دراسات الشرق الأوسط في أمريكا الشمالية (MESA)، والجمعية الأمريكية الشرقية، والشرق الأوسط في العصورالوسطى.

كان دونر رئيس جمعية الشرق الأوسط في العصورالوسطى من عام 1992 حتى عام 1994 وشغل منصب رئيس تحرير مجلة العصور الوسطى، نشرة الشرق الأوسط في العصورالوسطى من عام 1992 حتى عام 2011. 

و هو حالياً رئيس جمعية دراسات الشرق الأوسط في أمريكا الشمالية.
 وقد كان عضواً في MESA منذ عام 1975، وخدم في مجلس إدارة الـMESA في (1992-1994) ومنح جائزة الخدمة لـ MESA جيري L. باشاراش في عام 2008.